# 茲莫爾什基
49°54′31″N 26°41′23″E / 49.90861°N 26.68972°E
兹莫尔什基（羅馬化：Zmorshky），2024年9月前名为斯莫爾什基（Сморшки），是烏克蘭西部赫梅利尼茨基州舍佩蒂夫卡區薩赫尼夫齊市鎮的村莊，面積1.78平方公里，海拔高度280米，2001年人口310，人口密度每平方公里174.2人。
2024年9月19日，乌克兰最高拉达将此村的名字改为兹莫尔什基。